# 亡命暗殺令
《亡命暗殺令》為電子遊戲公司Shiny Entertainment在1997年推出的3D動作遊戲。除有發行對應Windows、Mac OS、PlayStation等不同主機平台版本外，游戏另在2000年公開續作《亡命暗殺令2》。

## 遊戲概要

### 劇情背景
外太空一艘宇宙船裡研究空間軌道理論的霍金斯博士，某日突然發現出現前來地球掠奪資源的外星人。在地球面臨岌岌可危的處境時，霍金斯博士拿出他多年前打造的特製戰鬥服請他身旁的清潔工寇特穿上、以前往地球拯救全世界的危機。

### 主要角色
寇特·海提克（Kurt Hectic） 
本作主角，同時為玩家在遊戲中操控的角色。
從事替霍金斯博士身旁打雜清潔工兼擔任警衛的工作。在發生外星人入侵地球時，被霍金斯博士強迫要求穿上特製戰鬥衣（Coil Suit）及裝備特製狙擊槍（Sniper Gun）為地球奮戰的苦命英雄。
麥斯（Max）
由霍金斯博士所製造，外形為兩足、四隻手臂模樣的機器狗。平時擔任霍金斯博士的研究助手及寇特解悶的玩伴。
為遊戲中若玩家達成特定條件，便會登場援助玩家的角色。
福魯克·霍金斯博士（Dr.Fluke Hawkins）
一名性格怪戾、暴躁的天才，在遊戲中為過場畫面才會出現的角色。
原先搭乘太空船在宇宙中研究空間理論，因意外發現前來掠奪地球資源的外星人軍團；而拿出多年前打造的特製戰鬥服請身旁尚年輕力壯的寇特擔任拯救地球任務。

### 遊戲內容
作品類型為第三人稱視角的3D動作遊戲。玩家在操控寇特時，除了可作出一般跑跳的動作內容外，還可使用寇特右手臂上的狙擊槍與他面罩上的狙擊鏡合而為一成「狙擊模式」（Sniper mode）。在狙擊模式中玩家只要按下特定的按鍵；便可將視角拉近看清遠方數公里外的景物以精準命中敵手、或特定物品。除需善用狙擊模式來達成過關條件外，亦有許多場面需依靠寇特身著的特製戰鬥衣背方暗藏的圓弧狀降落傘；在高空中緩慢降落以作出潛行的動作。
遊戲在眾多小地方有設計著幽默的細節，並有Shiny娛樂將1994年發表的2D捲軸動作遊戲《蚯蚓吉姆》挪來惡搞的橋段。

### 作品名稱
作品的英語原名《MDK》；在劇情中未特別說明是何種函義，當時遊戲雜誌的報導介紹中多解釋為「誅戮（Murder）、死亡（Death）、殺害（Kill）」的頭字語縮寫。而《亡命暗殺令》的手冊中則有向玩家描述寇特撲殺入侵地球的外星人為「散播仁慈的任務」（Mission： Deliver Kindness）。在安裝程式路徑裡的讀我檔案裡的遊戲FAQ中則提及MDK的含意可依「自行喜好決定」（It stands for whatever we say it stands for on any given day）。
後續在2000年續作《亡命暗殺令2》的中文版遊戲盒中，則特別註明MDK為三名登場角色「麥斯（Max）、霍金斯博士（Dr. Hawkins）、寇特（Kurt）」的名字開頭縮寫。而在執行《亡命暗殺令2》的遊戲安裝程式過程中，會秀出一張包含各種MDK頭字語的圖片，內容包含如「桃心木鑰匙孔」（Mahogany Door Keyhole）、猴子約無尾熊（Monkey Dates Koala）等等惡搞的字詞。
而2009年遊戲製作人大衛·派許在接受NowGamer的訪問時表示起初確實打算要將「誅戮 死亡 殺害」（Murder Death Kill）作為遊戲名稱，之後因考慮若要將遊戲角色生產成玩具需注意到購買者的年齡問題而將作品簡稱為MDK。

### 作品文宣
- 幸運的話，一天內只會死25億人。（On a good day, 2.5 billion people will die）[2]

## 製作

### 契機
作品的靈感來自於大衛·派許的友人某日所提到「若能將十哩外的敵人一槍打下，應該會很有趣。」的點子，之後大衛·派許便以「狙擊」作為此作品的主軸及賣點。

### 畫面
《亡命暗殺令》裡角色於遊戲中所表現出來的動作，為製作群將動作捕捉設備裝置於真人上；讓真人所做出的動作給紀錄下再由程式所模臨出來，為當時遊戲業界為較少見方式。
作品的遊戲畫面一共分成為三種部份，第一層為繪製成貌似3D的遠方背景畫面；第二層是有採用加快顯示方法的周遭環境3D圖形，最後則是玩家操控的角色模組。因遊戲中為預先處理過的3D圖形，而可不需搭配較高階圖形處理器的電腦硬體即可遊玩。
由於《亡命暗殺令》的程式碼是針對當時英特爾的Pentium中央處理器所撰寫，只有具備Pentium等級的電腦及可達到流暢的遊戲效果，之後同年英特爾所推出具備MMX指令集的新型處理器反而已無法再針對遊戲進行最佳化，但後續Shiny娛樂有發佈讓《亡命暗殺令》支援3dfx的巫毒卡、或Imagination的PowerVR系列顯示卡等強化圖形精細度、美觀的更新檔。

### 音樂
作品的背景音樂主要由曾為Shiny娛樂先前的作品《蚯蚓吉姆》裡編寫遊戲音樂的湯米·托拉瑞戈所創作；並採用數位音樂錄製。
而遊戲製作群為了減少在切換音樂時所耗費的電腦處理時間，在遊戲中玩家通過前往下一場景的暗道時會刻意停止背景音樂，並同時讓下一場面的背景音樂讀取在硬碟中，讓玩家來到新場景時即可立即切換新的背景音樂。

## 評價
- 電子遊戲評論網站IGN：給予滿分10級分裡的8分。[9]
- 電玩雜誌《PC GAMER》：評予94分。[10]
- 電玩雜誌《CGW》：全滿五顆星評價。[10]

## 外部連結
- 互联网电影数据库（IMDb）上《亡命暗殺令(1997)》的资料（英文）